# Prstni odtis
Prstni odtis je odtis, ki ga naredi koža blazinice človeškega prsta. Nikoli še niso našli dveh ljudi, niti enojajčnih dvojčkov, ki bi imela identični prstni odtis, zato se prstni odtisi uporabljajo za dokazovanje istovetnosti osebe.
Biometrični način identifikacije posameznika, pomeni individualno obravnavanje človekovih fizičnih lastnosti ali značilnosti obnašanja in zajem ter shranjevanje tega vzorca (imenovan tudi živi vzorec), v standardni podatkovni obliki. Ta vzorec se v postopku identifikacije primerja z vzorcem (imenovan tudi shranjeni vzorec ali podpis), ki temelji na istih značilnostih in je shranjen v varnostnem sistemu. Primerjava obeh vzorcev potrdi ali zavrže identiteto posameznika.
Pri tovrstni identifikaciji je pozornost usmerjena na majhno število fizičnih značilnosti, ki so lastne izključno eni osebi. Mednje spadajo barva glasu, način hoje, značilnosti obraza, vzorec šarenice, odtis dlani in prstov (DNK pri tem ni vključena, ker je vzorčenje DNK počasno in pomeni poseg v telo). Najbolj dozorel, napreden in najrazvitejši način je preverjanje na osnovi prstnih odtisov.
Dolgoletne raziskave in izkušnje nam kažejo, da so prstni odtisi trenutno najzanesljivejši način preverjanja identitete oseb. Kljub nekaterim sodnim procesom v ZDA, so prstni odtisi še vedno nedvomen dokaz identitete posameznika. Večina današnjih biometričnih sistemov temelji na prepoznavanju prstnih odtisov.
Fiziološko je prstni odtis konfiguracija grebenov s porami, ki jih delijo doline. Ležijo na ožilju, neposredno pod kožo. Morfologija (oblika) prstnega odtisa je povezana s specifičnimi električnimi in toplotnimi značilnostmi kože. To pomeni, da svetlobo, toploto ali električno napetost (ali kombinacijo vseh) lahko uporabimo za zajem podobe prstnega odtisa. Prstni odtis nastane že pri razvoju zarodka in se ne spremeni s starostjo osebe, temveč raste v svoji prvotni obliki in po končani rasti osebe ostane v svoji velikosti nespremenjen. Prav tako se po poškodbi obnovi v prvotno obliko. Enojajčni dvojčki nimajo enakih prstnih odtisov.
Majhen odstotek populacije (npr. rudarji in majhno število glasbenikov) ima prstne odtise, zaradi stalnega trenja, poškodovane. V razvitih državah je ta odstotek zanemarljiv in ne predstavlja omembe vredne težave za identifikacijske sisteme, ki temeljijo na prstnih odtisih.
Za zajem značilnosti vzorca prstnega odtisa, obstaja več algoritemskih metod. Najbolj razširjene metode temeljijo na prepoznavanju vzorca ali izvlečku minucij. V primeru algoritmov, ki temeljijo na minucijah, je prstni odtis sestavljen iz grobih značilnosti, kot so loki, zanke in zasuki, ter drobnih značilnosti (minucije) kot so predvsem bifurkacije (razdelitve), delte (združevanja v obliki črke Y) in zaključki grebenov. Prstni odtis ima med 30 in 40 minucij. Značilnost vsake od njih je položaj (koordinate), tip (bifurkacija, delta ali zaključek) in usmerjenost (orientacija). Skupek značilnosti minucij lahko da predlogo za prstni odtis. Če so značilnosti natančno zajete, je možnost, da bi imela dva prstna odtisa enake značilnosti, izjemno nizka.
Elektronski zajem slik in algoritmi za razpoznavanje vzorcev, so danes dovolj razviti, da vzorec prstnega odtisa avtomatsko obdelajo in shranijo. V več primerih za ta postopek obstajajo tudi standardi. Ti standardi obstajajo za vzorce, ki temeljijo na minucijah. Najbolj uporabljan je standard, ki ga v ZDA predpisuje NIST. Kljub temu je oklepanje standardov ovira za fleksibilnost razvijalcev algoritmov in omejuje njihovo intelektualno lastnino. Tako naletimo na razkorak med oklepanjem standarda in med natančnostjo in hitrostjo, ko gre za standardizacijo procesa.

## Tehnologija čitalnikov prstnih odtisov
Za zajem prstnih odtisov, so na trgu številne tehnologije. Najbolj znane so; optična, kapacitivna, radijska, tehnologija tlaka, mikro-elektro-mehanična in toplotna.

### Optična
Za odčitavanje podobe prstnega odtisa so uporabljene digitalne kamere. Prst položimo na ustrezno osvetljeno stekleno ploščo. Za približanje objekta snemanja služijo posebne leče. Slika je zajeta z množico točk CMOS ali CCD, ustrezne ločljivosti in spremenjena v sive odtenke (od 2 do 16 tonov). Pomanjkljivost te tehnike je prstni odtis, ki ostane na stekleni plošči in ga lahko ponovno uporabimo (zlorabimo) in dejstvo izredno težavnega razločevanja med živim prstom in dobro oblikovano imitacijo.

### Kapacitivna
Ko položimo prst na množico točk, občutljivih na spremembe električne napetosti, se razlike v napetosti med grebeni (pretežno voda) in dolinami (pretežno zrak) zapišejo kot slika. Kljub občutljivosti tega načina na elektrostatične motnje v okolju in ostala električna polja, je ta tehnika ena od nabolj razširjenih. Prav tako jo je dokaj enostavno zaobiti z imitacijami prstov in latentnimi odtisi.

### Radijska
Če prst obsevamo z radijskimi valovi nizke intenzitete, deluje kot oddajnik in razlike v oddaljenosti med grebeni in dolinami so razpoznavne kot množica ustrezno usmerjenih točkovnih anten. Prst mora biti v stiku z oddajno površino tipala. Ta način temelji na fizioloških značilnostih kože. Suha zunanja plast kože in povrhnjica imata namreč manjšo električno prevodnost od žive plasti kože pod njima. Radijsko tipalo tako bistveno bolje prepoznava prstne odtise od tipal, ki odčitavajo le površino prsta. Radijsko tipalo je težko prevarati z umetnim prstom. V praksi ga uporabljamo v statični in linijski različici. Statična ima pomanjkljivost zaradi latentnih odtisov in večje izpostavljene površine. Teh pomanjkljivosti linijska izvedba nima.

### Tlačna
Točkovna množica, občutljiva na tlak, je sestavljena iz piezo-električnih elementov, ki zajemajo vzorec grebenov, ko nanjo položimo prstni odtis. Kljub številnim pomanjkljivostim te tehnike (slaba občutljivost, nezmožnost razlikovanja med pravim in umetnim prstom, občutljivost na premočan pritisk) kar nekaj proizvajalcev razvija prototipe.

### Mikro-elektro-mehanična
Mikro-elektro-mehanična metoda je ostala na stopnji med raziskavo in razvojem ter med uporabo v različnih aplikacijah. V laboratorijih so naredili množico mikro-mehaničnih tipal, ki zaznavajo grebene in doline prstnega odtisa, vendar ne morejo zagotoviti robustnosti in široke uporabnosti. Prav tako je nemogoče ločevanje med živim prstom in imitacijo.

### Termična
Piro-električni material lahko razliko v temperaturi spremeni v določeno napetost. Ta način je zelo razširjen in je uporabljen tudi v infrardečih kamerah. Termični čitalnikc prstnega odtisa, ki temelji na uporabi tega materiala, meri temperaturno razliko med točkami, ki so v stiku (grebeni) in med tistimi, ki niso (doline).
Termični pristop ima številne prednosti. To je neobčutljivost na statično elektriko in odsotnost signala poslanega iz čitalnika na prst. Termični način deluje tako v skrajnih, kot v normalnih temperaturnih pogojih. Zamenjava živega prsta z imitacijo je težavna.
Slabost termičnega načina je, da slika hitro izgine. Ko prst položimo na tipalo, je v začetku velika razlika v temperaturi, vendar že po kratkem času (manj kot ena sekunda) slika izgine, ker se temperatura izenači. Če je termično tipalo izpostavljeno sončnim žarkom, se tako segreje, da prste težko ali pa sploh ne prepoznava. Pred uporabo ga je treba ohladiti na normalno temperaturo s senčenjem.

### Statična ali odčitavana slika
Večino zgoraj opisanih tehnik lahko uporabljamo na dva načina. Kot statično sliko, ki jo zajemamo na okencu enake velikosti kot je prstni odtis tako, da na površino pritisnemo prst za toliko časa, kolikor je treba za zajem slike. Prednost te tehnike je, da zajame celotno sliko v enem koraku. Pomembna pomanjkljivost pa je velikost čitalnika in dejstvo, da na površini čitalnika ostane prstni odtis. Drugi način je uporaba pravokotnega okenca širine enake širini slike in le nekaj točk višine, preko katerega navpično potegnemo s prstom. Ta način zahteva, da sliko zajemamo sekcijsko in jo programska oprema rekonstruira v celoto. Prednost je gotovo v majhnosti tipala, manjše, vplivom okolja izpostavljene površine, stabilnosti slike in dejstvu, da je čitalec samočistilen. Na njem ne ostajajo latentni odtisi. Zaradi kratke obstojnosti termične razlike, je to tudi edina metoda, ki jo lahko uporabimo pri termičnih čitalnikih.

## Načini prepoznavanja prstnih odtisov
Prepoznavanje prstnih odtisov lahko uporabljamo v zelo velikem številu različnih aplikacij, vendar vse zahtevajo osnoven postopek. Ta ni odvisen od tehnologije, uporabljene za zajem slike ali pa od programske opreme namenjene obdelavi, shranjevanju in primerjanju vzorcev.

### Registracija in primerjanje
Kot začetni korak, je treba registrirati prstne odtise oseb. Registracija je sestavljena iz zajema in shranjevanja vzorčnega prstnega odtisa določene osebe. Ni treba omenjati, da je postopek treba opraviti v ustrezno varovanem okolju. Odvzet prstni odtis ali zbir izvlečka podatkov o prstnem odtisu, se imenuje predloga (tudi registrirana predloga) osebe. Med delovanjem sistema, čitalci prstnih odtisov, podatke ali vzorce (tudi vzorčena predloga) zajemajo in obdelujejo tako kot med registracijo. Programska oprema vzorec primerja s predlogo ali s predlogami. Če sta skladna, je s tem potrjena istovetnost (identifikacija) osebe. Če vzorec primerjamo z eno predlogo, npr. pri potrditvi istovetnosti uporabnika pametne kartice, se proces imenuje avtentikacija ali ugotavljanje pristnosti.

### Zajem slike
Je pridobivanje točkovne slike celotnega prstnega odtisa, ob ustrezni ločljivosti. Sestavljena je iz sosledja vodoravnih okvirov velikosti 8×280 pik pri 4-bitni ločljivosti.

### Rekonstrukcija slike
Ob predpostavki, da je bilo preko čitalca s prstom potegnjeno v razumnem času, prekrivanje sledečih se slik omogoča rekonstrukcijo slike prstnega odtisa. Programska oprema, potrebna za rekonstrukcijo, je že vgrajena v čitalcu. Rekonstruirana slika ima 8-bitno ločljivost, zaradi izboljšanja ločljivosti med rekonstrukcijo okvirjev, kar je skladno s specifikacijami FBI IQS.

### Izvleček predloge ali vzorca
Zaradi varnostnih razlogov, kot tudi zaradi velikosti in omejitev zbirke podatkov, ni primerno shranjevanje slik celotnih prstnih odtisov (na varovan kraj lahko sicer shranimo primerjalno sliko prstnega odtisa, vendar ta ni potrebna za delovanje sistema). Normalen postopek pomeni izvleček edinstvene predloge iz slike prstnega odtisa, z uporabo prepoznavanja vzorca minucij, kot že prej opisano. Med registracijo tako dobimo registrirano predlogo, med preverjanjem pa vzorčeno predlogo. Postopek je v obeh primerih enak. Za to so številni razlogi:
- tipični nabor 36 minucij, od katerih ima vsaka 4 byte, zaseda zgolj 144 byte.
- Iz predloge ne moremo rekonstruirati slike prstnega odtisa. To bistveno zmanjša možnost zlorab, poneverb, vdorov v baze podatkov ipd.
- Vzorec lahko še nadalje stiskamo z vsakim standardnim algoritmom za stiskanje podatkov. Če je treba, ga lahko tudi šifriramo. Ta oblika je pomembna predvsem pri uporabi čitalcev pametnih kartic, ki so opremljeni s čitalcem prstnih odtisov, kjer sta zasedanje podatkovnega prostora in varnostna stopnja, ključna dejavnika.

### Primerjava predloge in vzorca
Zadnji korak v postopku primerjanja je primerjava vzorca z več predlogami in ugotavljanje istovetnosti (identifikacija) ali z eno predlogo in ugotavljanje pristnosti (avtentikacija). Praktično neverjetno je, da bi se vzorec in predloga povsem skladala. Razlog temu so približki v postopku odčitavanja odtisa (pri 50 µm ločljivosti je to daleč od točnosti), zamiki slike in sam postopek izdelave izvlečka minucij. Za primerjavo predloge in vzorca uporabljamo primerjalni algoritem, ki preverja in primerja različne usmeritve slike in stopnjo skladnosti z minucijami, ter jo izrazi v številčni vrednosti ustrezanja. Nad določenim nivojem, je potrjena skladnost.
Tu nastaneta dve možni vrsti napak:
- Napačna potrditev, kjer neustrezen vzorec in predloga dajeta dovolj visoko vrednost, da sta označena kot skladna. To dovoljuje nepooblaščeni osebi da vstopi v sistem. Verjetnost tega dogodka določa stopnja FAR (False Acceptance Rate).
- Napačna zavrnitev, kjer ustrezen vzorec in predloga ne dajeta dovolj visoke vrednosti in sta označena kot neskladna. Zavrnitev prepreči uporabo pooblaščeni osebi. Verjetnost tega dogodka določa stopnja FRR (False Rejection Rate).

Presek je točka, kjer se sekata vrednosti FAR in FRR.
Cilj proizvajalcev sistemov čitalcev prstnih odtisov, sta čim nižji vrednosti FAR in FRR, vendar je v praksi med njima razkorak. Zmanjšanje FAR pomeni zvišanje FRR in obratno. Smiselen cilj je točka, ko obe vrednosti in posledice napak, ne predstavljajo omembe vrednega ogrožanja varnosti. Posledice napačne zavrnitve (FRR) segajo od nadležnih do življenjsko nevarnih, odvisno od področja uporabe.
Nekateri sistemi so dovolj napredni, da vključujejo različna varovala pred posledicami napačne zavrnitve. Npr. oseba mora ponoviti postopek odčitavanja odtisa ali pa je za isto osebo vnesenih več predlog. Sam postopek preverjanja skladnosti predloge in vzorca je stvar programske opreme in ni odvisen od načina zajema prstnega odtisa. Kljub temu pa je visoko kakovostna slika pogoj za čim nižjo stopnjo FAR in FRR.